# 執筆
執筆（しっぴつ、英語：writing）とは、文章を書くこと。書く人を執筆者（しっぴつしゃ）という。筆とあるが筆記やタイピングなど手段は問わない。口述筆記の場合は、話している人が執筆者であり、書いている人やタイピストは執筆者では無い。
執筆（しゅひつ）については以下を参照。

## 役職としての執筆（しゅひつ）
執筆（しゅひつ）は、右筆の別名であり、書記役にある人をいう。鎌倉時代には引付に執筆奉行が置かれており、訴訟における記録を書きとめていた｡江戸時代の加賀前田氏には、家老執筆、若年寄執筆、御用所執筆、御次執筆などの役職が置かれていた｡

## 連歌・連句における執筆（しゅひつ）
連歌・連句（連俳）における執筆（しゅひつ）は、作品に参加せず、連衆の句を書きとめてゆく係を指す。なお、場合によっては挙句一句のみを詠むことを求められることもある。